# Michael Zwanzger
Michael Zwanzger (* 1977) ist ein deutscher Rechtswissenschaftler.

## Leben
Nach dem Studium (1996–2001) der Rechtswissenschaften mit wirtschaftswissenschaftlicher Zusatzausbildung an der Universität Bayreuth war er von 2001 bis 2002 Dozent für deutsches Recht im Studiengang Law with German an der University of Birmingham. Nach der ersten juristischen Staatsprüfung 2001 war er von 2008 bis 2011 Assistent am Lehrstuhl für Bürgerliches Recht und Rechtsgeschichte an der Universität Bayreuth (Diethelm Klippel). Von 2001 bis 2002 absolvierte er ein Magisterstudium an der University of Birmingham. Nach dem Rechtsreferendariat (2005–2008) im Land Schleswig-Holstein und der zweiten juristischen Staatsprüfung  2008 war er von 2011 bis 2015 Akademischer Rat an der Universität Bayreuth, betraut mit den Aufgaben der Lehrprofessur Zivilrecht. Nach der Promotion 2013 und der Habilitation 2014 (Lehrbefugnis für die Fächer Bürgerliches Recht, Deutsche und Europäische Rechtsgeschichte, Zivilprozessrecht) vertrat er von 2014 bis 2015 den  Lehrstuhl für Bürgerliches Recht, Rechtsgeschichte und Europäische Rechtsharmonisierung an der Universität Leipzig. Seit 2015 ist er Professor für Bürgerliches Recht, Rechtsgeschichte und Europäische Rechtsharmonisierung in Leipzig.

## Schriften
- Der mehrseitige Vertrag. Grundstrukturen, Vertragsschluss, Leistungsstörungen. Tübingen 2013, ISBN 3-16-152343-1.
- mit Jens Eisfeld, Martin Otto und Louis Pahlow (Hrsg.): Naturrecht und Staat in der Neuzeit. Diethelm Klippel zum 70. Geburtstag. Tübingen 2013, ISBN 978-3-16-152462-2.